# Can Mayoles
Can Mayoles és una obra del municipi de Vallromanes (Vallès Oriental) inclosa en l'Inventari del Patrimoni Arquitectònic de Catalunya.

## Descripció
Es tracta d'un edifici civil. Fou un antiga masia a la que se li ha adossat a la part dreta una moderna torre que és utilitzada com a residència. És de planta rectangular i la seva teulada és de dues vessants amb el carener perpendicular a la façana. Tant la porta com les finestres no responen a cap eix de simetria i els murs són arrebossats.
Sobre la porta de la façana hi ha un rellotge de sol que mira a migdia i un escut esculpit en pedra amb el cap de dues àligues a la part superior.